# Iglesia de la Inmaculada Concepción (Alhendín)
La iglesia de la Inmaculada Concepción es una iglesia de la localidad española de Alhendín, en Granada.

## Historia
Fue construida tras la Reconquista de Granada sobre una mezquita, en estilo mudéjar.

## Descripción
De estilo mudéjar, con planta de cajón, una sola nave, cubierta por un alfarje mudéjar atirantado, y capillas laterales intercomunicadas entre sí por arcos de medio punto. La capilla mayor se cubre por una cúpula ochavada mudéjar de lacería, y en ela se encuentra la Inmaculada Concepción, patrona de Alhendín.